# Asia (Nukulaelae)
Asia ist eine kleine Riffinsel im Riffsaum des Atolls Nukulaelae im Inselstaat Tuvalu.

## Geographie
Asia bildet zusammen mit Tumiloto, Motukatuli, Motukatuli Foliki, Kavatu und Muliteatua den nördlichen Riffsaum des Atolls.